# Max Ziervogel
Max Ziervogel (* 3. März 1893 in Luisenthal bei Saarbrücken; † 20. Oktober 1972 in München) war ein deutscher Generalleutnant in der Luftwaffe der Wehrmacht im Zweiten Weltkrieg.

## Leben
Ziervogel trat am 21. März 1914 als Fahnenjunker in das Infanterie-Regiment „von Lützow“ (1. Rheinisches) Nr. 25 der Preußischen Armee ein und diente im Ersten Weltkrieg erst in der Infanterie und dann in der Fliegertruppe. Nachdem er am 5. Dezember 1914 zum Leutnant befördert worden war, machte er am 7. März 1916 eine Beobachterausbildung bei der Fliegerersatz-Abteilung 3. Im Mai 1916 wechselte er zur Kampfstaffel 10 des Kagohl 2, wo er im August 1917 amtierender Staffelführer wurde. Ab dem 1. Dezember 1917 nahm er die Aufgaben eines Adjutanten im Bombengeschwader 6 wahr und wurde dort im Mai 1918 zum Oberleutnant befördert. Am 19. Mai 1918 geriet er in britische Kriegsgefangenschaft, aus der er am 1. November 1919 entlassen wurde.
Ab dem 1. November 1920 studierte er Rechtswissenschaften an den Universitäten in Aachen, Freiburg und Gießen. Am 15. März 1922 graduierte er zum Dr. jur. und wechselte dann als Manager in ein Unternehmen.
Am 1. Juli 1934, inzwischen war er der NSDAP und der SA beigetreten, wechselte Ziervogel als Hauptmann zur Luftwaffe der Wehrmacht. Anschließend nahm er an einem Beobachterlehrgang teil und ging ab dem 1. August 1934 als stellvertretender Kommandeur zur Fliegerschule Hildesheim. Wenig später, ab dem 1. Oktober 1934, wurde er Kommandeur der Großen Kampffliegerschule Faßberg und gleichzeitig Kommandant des dortigen Fliegerhorstes. Am 1. März 1935 wurde er zum Major befördert und ab 1. November 1935 nahm er an einer Generalstabsausbildung an der Luftkriegsakademie Berlin-Gatow teil. Anschließend wurde Ziervogel Staffelkapitän und nach seiner Beförderung zum Oberstleutnant ab dem 1. April 1937 Gruppenkommandeur der IV. Gruppe des Kampfgeschwaders 152. Am 1. Oktober wurde seine Gruppe in die Kgr. z.b.V. 1 umgewandelt. Am 1. April 1938 wechselte er als Erster Generalstabsoffizier in den Stab des Luftkreis-Kommandos VI (See) und übernahm ab 1. Juli den Posten als Chef des Stabes in diesem Kommando. Nach seinem Wechsel in den Generalstab der Luftwaffe am 24. Dezember 1938 erhielt er am 1. August 1939 seine Beförderung zum Oberst.
Ab dem 26. August übernahm er über den Beginn des Zweiten Weltkriegs hinaus die Aufgaben des Gruppenkommandeurs der I. Gruppe des KG.z.b.V. 1, bevor er am 21. Dezember 1939 Chef des Stabes im Luftgau-Kommando XIII und ab dem 1. Juli 1940 in gleicher Funktion im Luftgau-Kommando XII/XIII wurde. Anschließend übernahm er am 1. November 1942 den Posten des Stabschefs beim Wehrmachtbefehlshaber Böhmen und Mähren und erhielt dort am 1. Januar 1943 seine Beförderung zum Generalmajor und am 5. Mai 1945 zum Generalleutnant. Ab dem 6. Mai befand er sich in sowjetischer Kriegsgefangenschaft, aus der er am 27. Februar 1954 wieder entlassen wurde.